# 柳月
株式会社柳月（りゅうげつ、英: Ryugetsu Co., Ltd.）は、北海道河東郡音更町に本社のある製菓メーカー・企業（登記上の本店は帯広市）。「全国和菓子協会」会員。

## 概要
白樺の薪を模したバウムクーヘン「三方六」をはじめ、十勝産を中心に北海道産の素材を活用した年間300種を超える菓子を製造・販売している。道東自動車道（道東道）音更帯広ICに近接している「スイートピア・ガーデン」は店舗やカフェ、お菓子づくりの体験工房があるほか、「三方六」の製造工程などを見学することができる。2008年（平成20年）にはスイートピア・ガーデン工場が「北海道HACCP」に菓子製品の分野で初めて認証された。

## 主な商品
商品は各店舗のほか、新千歳空港をはじめとする北海道内の主要空港や札幌駅などの主要駅、成田国際空港の免税店、アンテナショップ「北海道どさんこプラザ」でも取り扱っている。また、物産展に出店することもある。和・洋すべての菓子に十勝産の甜菜糖が使われている。
- 三方六
- あんバタサン
- きなごろも
- 百代餅
- 札幌キャラモカ
- どらクリムI世
- 十勝この実
- COCOこの実
- 十勝みるく
- 月ふわり
- 北のふれあい
- まろん
- とうきびせん
- パスタチーナ
- 防風林
- 北海道プリン
- 北海道ロール「樺の木」
- ボンヌ
- ばんえい十勝
- とかち大納言
- 日勝 鹿追アートビスキュイ
- オタルト
- 硝子ジュレ
- ランバジャ
- 北ポプラ
- きなチョコ黒大豆
- 大雪山
- ファーストレディ（北海道洞爺湖サミットで採用された）

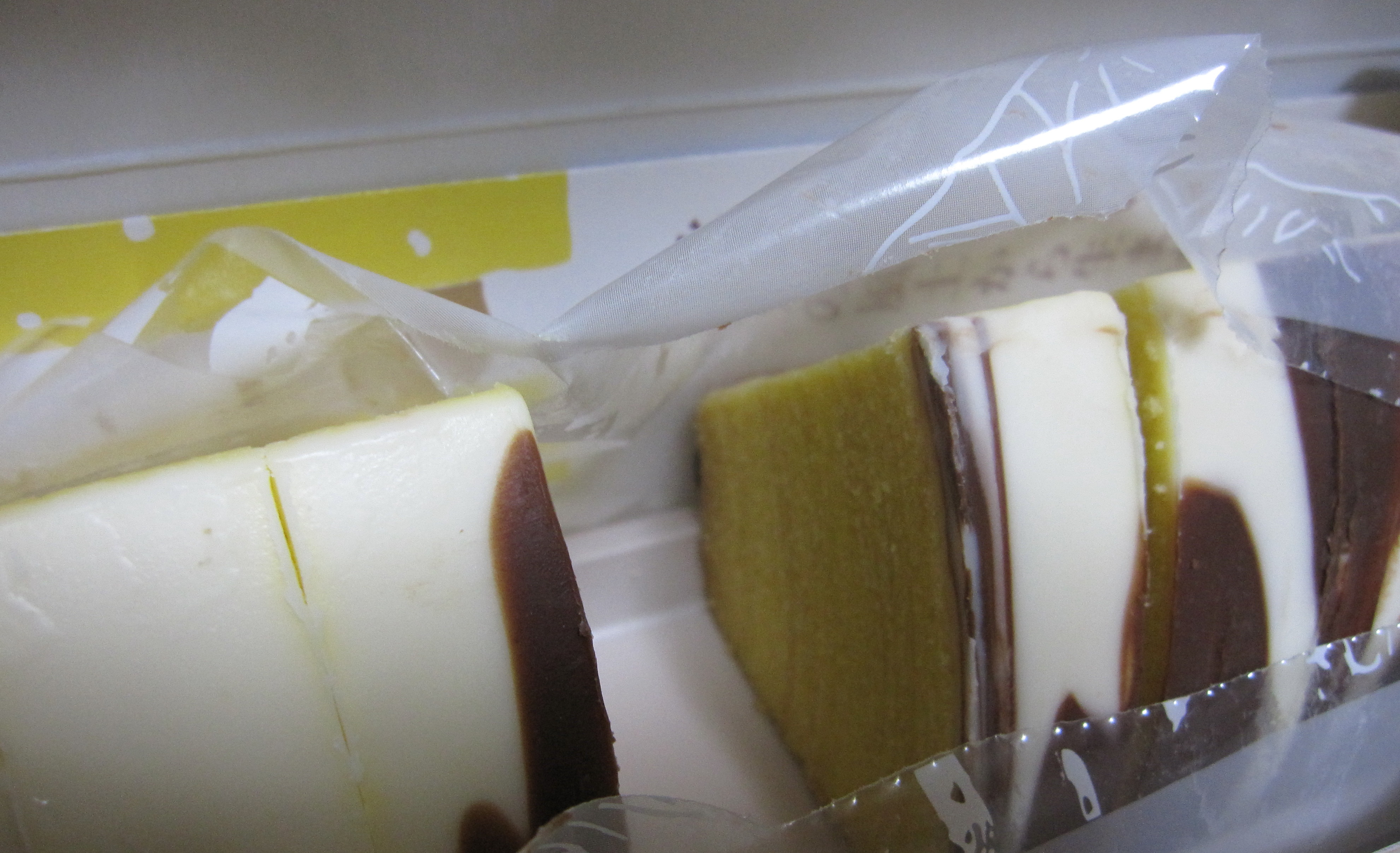
三方六（2010年）

この他にもシュークリームなどの生菓子も直営店や札幌市内の百貨店などで販売している。これらの生菓子は道民向けの安価で質の高い商品であるが、公式サイトでは紹介されず、直営店であっても空港では販売されていない。

## 沿革
柳月は、1947年（昭和22年）に帯広市でアイスキャンディーの製造を中心とする店を開業したことから始まっている。1953年（昭和28年）に会社化した。1965年（昭和40年）に北海道開拓100年記念としてバウムクーヘンの「三方六」を発売し、ロングセラー商品となっている。2001年（平成13年）には音更町に工場兼店舗の「スイートピア・ガーデン」が竣工し、本社機能を移転した。2006年（平成18年）は帯広市内にイタリアンレストラン兼店舗の「トスカチーナ」がオープンした。2013年（平成25年）は「音更町IC工業団地」において太陽光発電所「柳月スイートピアガーデン太陽光発電所」が稼働し、発電した電力を北海道電力に売電しているが、自社消費に切り替えて再生可能エネルギーによる菓子づくりを目指す予定である。 2015年（平成27年）には北海道の未来を担う学生の人材育成のため育英資金団体「柳月財団」を設立し、翌年には北海道から公益財団法人の認定を受けた。

### 年表
- 1947年（昭和22年）：田村英也がアイスクリーム製造販売業として創業[2]。
- 1953年（昭和28年）：「有限会社柳月」設立[2]。
- 1974年（昭和49年）：大通本店オープン。
- 1981年（昭和56年）：「柳月製菓株式会社」と改組[2]。
- 1995年（平成07年）：販売会社「株式会社柳月」設立[2]。
- 2001年（平成13年）：「スイートピア・ガーデン」完成[2]。
- 2006年（平成18年）：「株式会社柳月ホールディングス」設立[2]。
- 2007年（平成19年）：柳月ホールディングスが柳月製菓と合併[2]。
- 2013年（平成25年）：「柳月スイートピアガーデン太陽光発電所」稼働。
- 2015年（平成27年）：「柳月財団」設立。

## 店舗
店舗は下記の独立店舗があるほか、北海道内の百貨店や総合スーパー・スーパーマーケットなどにも出店している。
十勝・帯広地区
- スイートピア・ガーデン店 - 河東郡音更町なつぞら1-1
- 大通本店 - 帯広市大通南8丁目15
- トスカチーナ - 帯広市西18条南5丁目45-2

札幌・小樽地区
- 札幌店 - 札幌市東区北16条東16丁目1-4
- 新琴似店 - 札幌市北区新琴似8条5丁目2-6

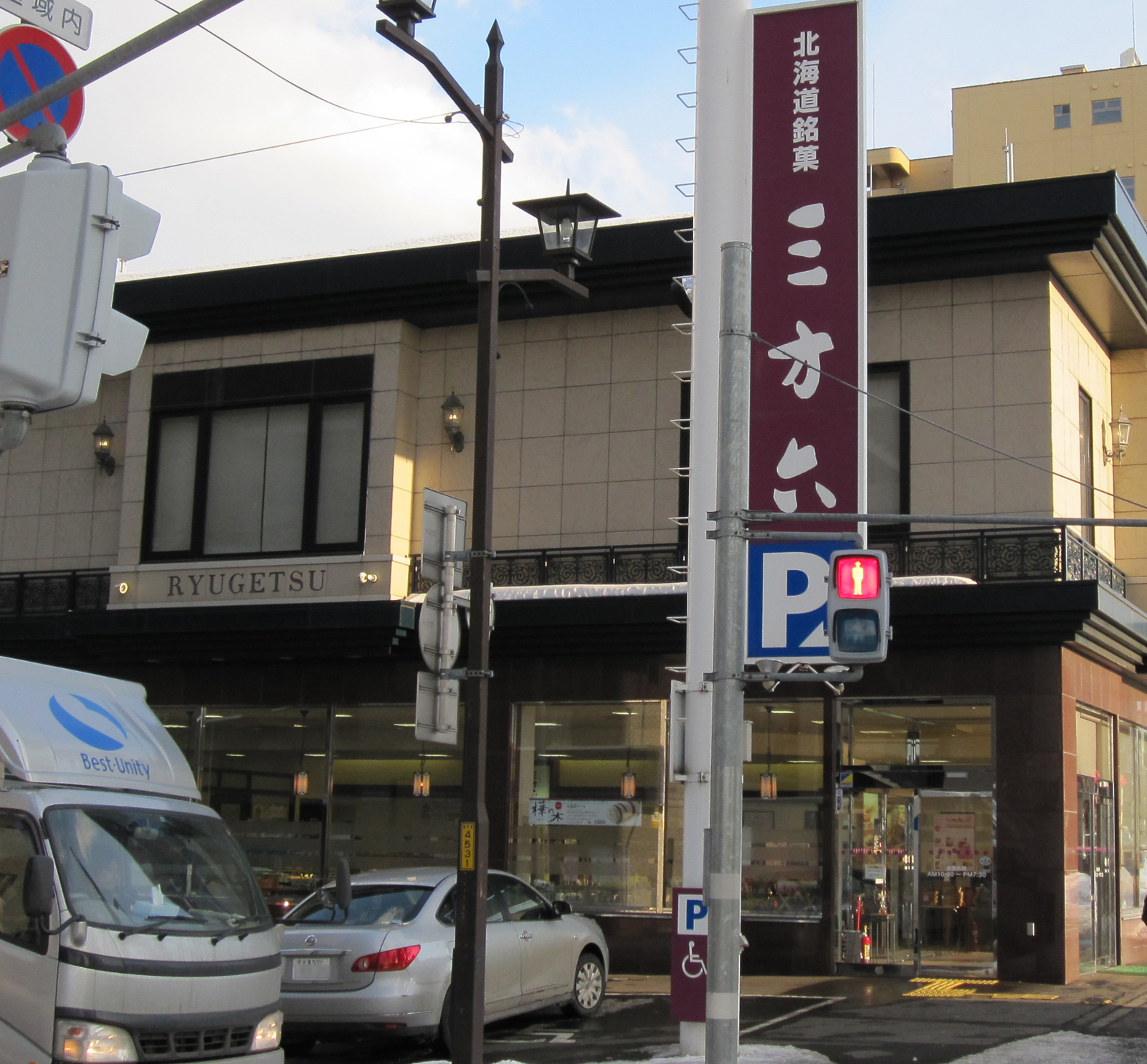
月寒店 - 札幌市豊平区月寒中央通5丁目2-1
- オタルト店 - 小樽市堺町3-18

釧路地区
- 愛国店 - 釧路市愛国東2丁目1-21
- 桜ヶ岡店 - 釧路市桜ヶ岡2丁目12

- 月寒店（2012年2月）

## 受賞
- 『北海道エクセレントカンパニー』優秀賞[2][10]

## テレビ提供番組
- HBC天気予報（土曜 21:54 - 22:00）